# Pałac w Raju
Pałac w Raju – piętrowy pałac wybudował w 1830 r. Aleksander Potocki z wykorzystaniem murów dawnego zameczku.

## Historia
Za czasów Sieniawskich, Czartoryskich, Dönhoffów i Lubomirskich był to zameczek myśliwski zbudowany na planie kwadratu. W jego czterech rogach znajdowały się baszty. W późniejszym okresie zabudowano wewnętrzny dziedziniec. Pałac stał w środku wspaniałego parku, przez który przepływał potok. Mostki nad sadzawkami powstałymi z potoku łączyły ogród z dzikim parkiem. W pałacu z pięknego westybulu prowadziły schody na piętro, na którym znajdowały się sala bilardowa i kaplica. W sali bilardowej wisiały cztery obrazy przedstawiające wjazd Jerzego Ossolińskiego do Rzymu, interesujące weneckie szkła oraz biblioteczka licząca 4032 tomy, broszury oraz rękopisy. Natomiast do kaplicy prowadziły piękne renesansowe alabastrowe drzwi, za którymi w sklepieniu umieszczony był alabastrowy ołtarz wykonany przez Leonarda Marconiego. Nad biblioteką był duży salon, który posiadał sufit pomalowany przez Henryka Contiego a na ścianach obrazy i zabytkowy gobelin.  W pałacu mieszkała Izabela Lubomirska, wł. Elżbieta Czartoryska, wdowa po Stanisławie Lubomirskim.

## Galeria

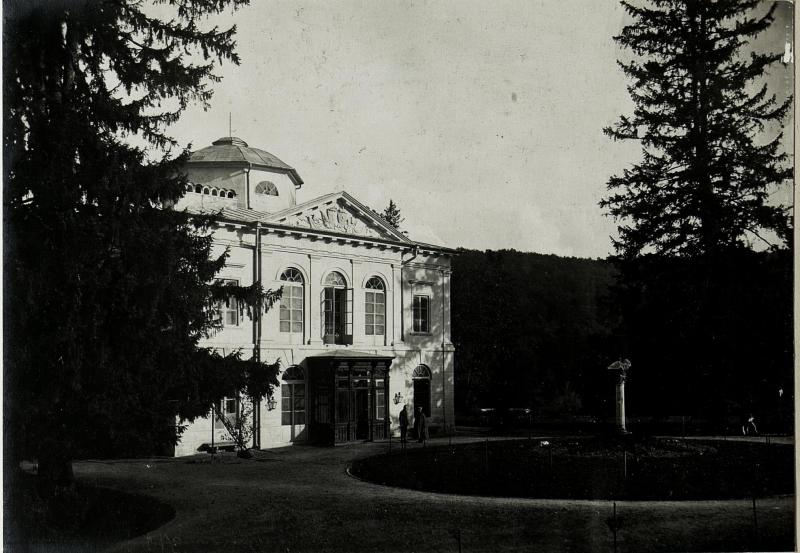
Pałac w 1915 lub 1916 roku
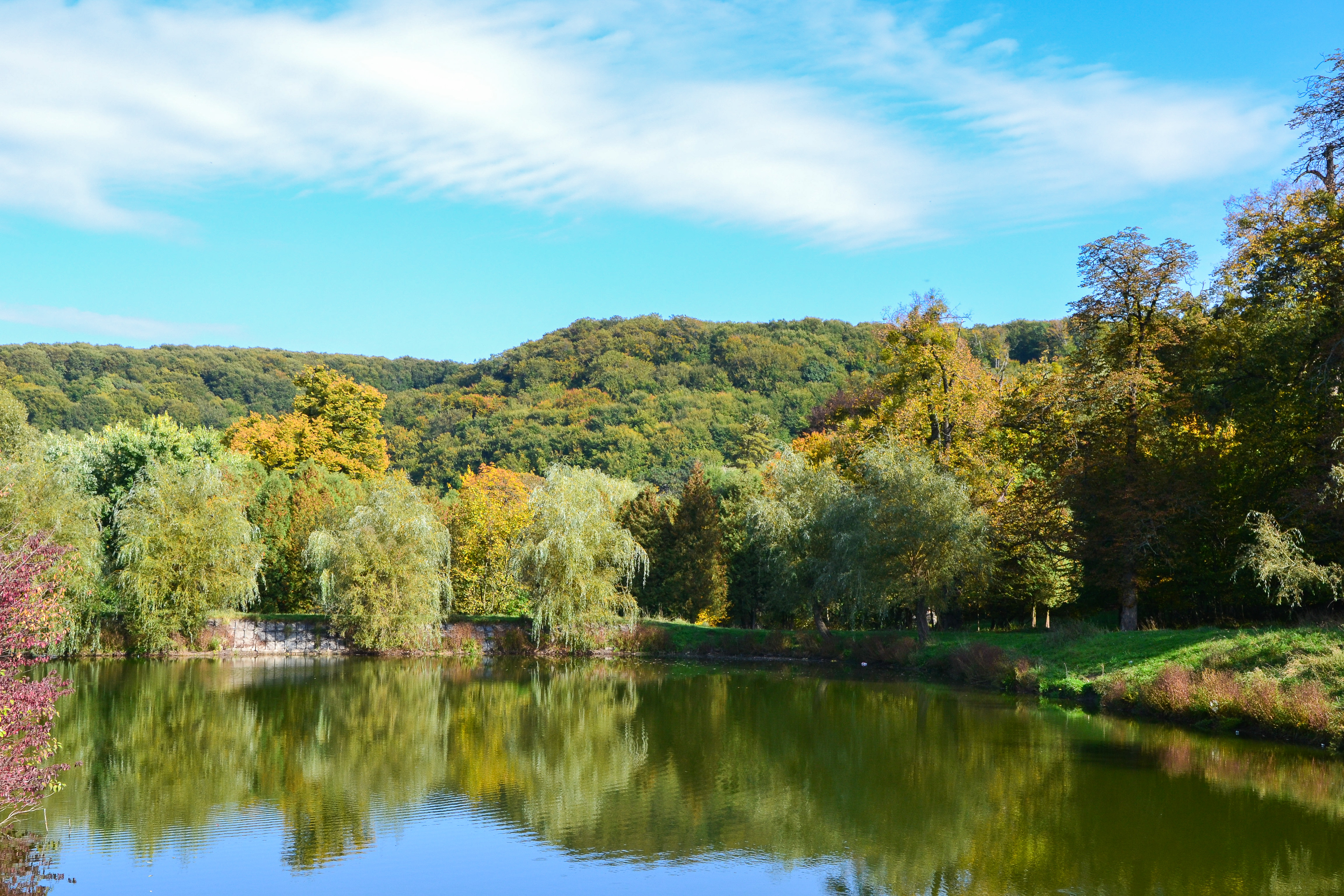
Park- arboretum
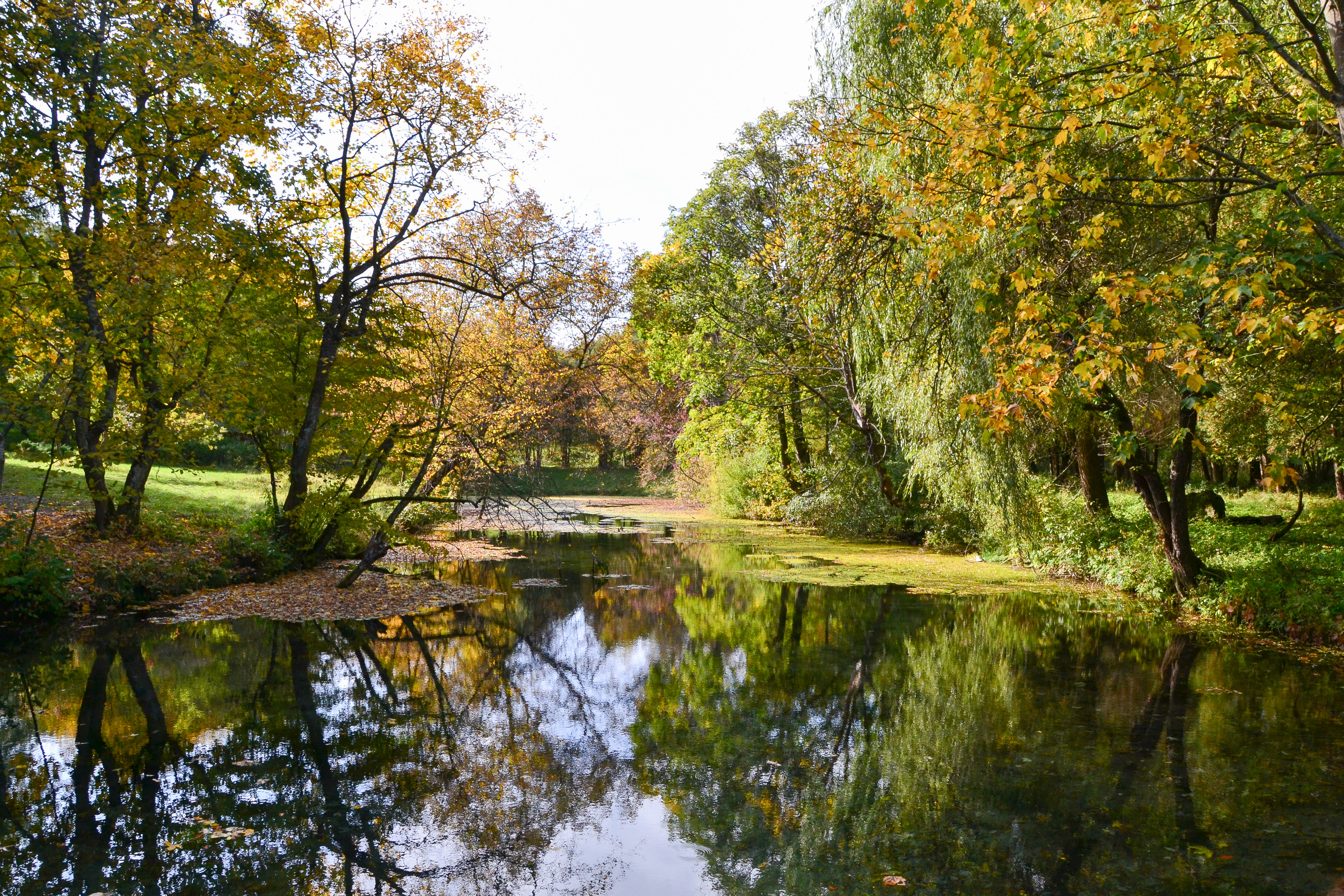
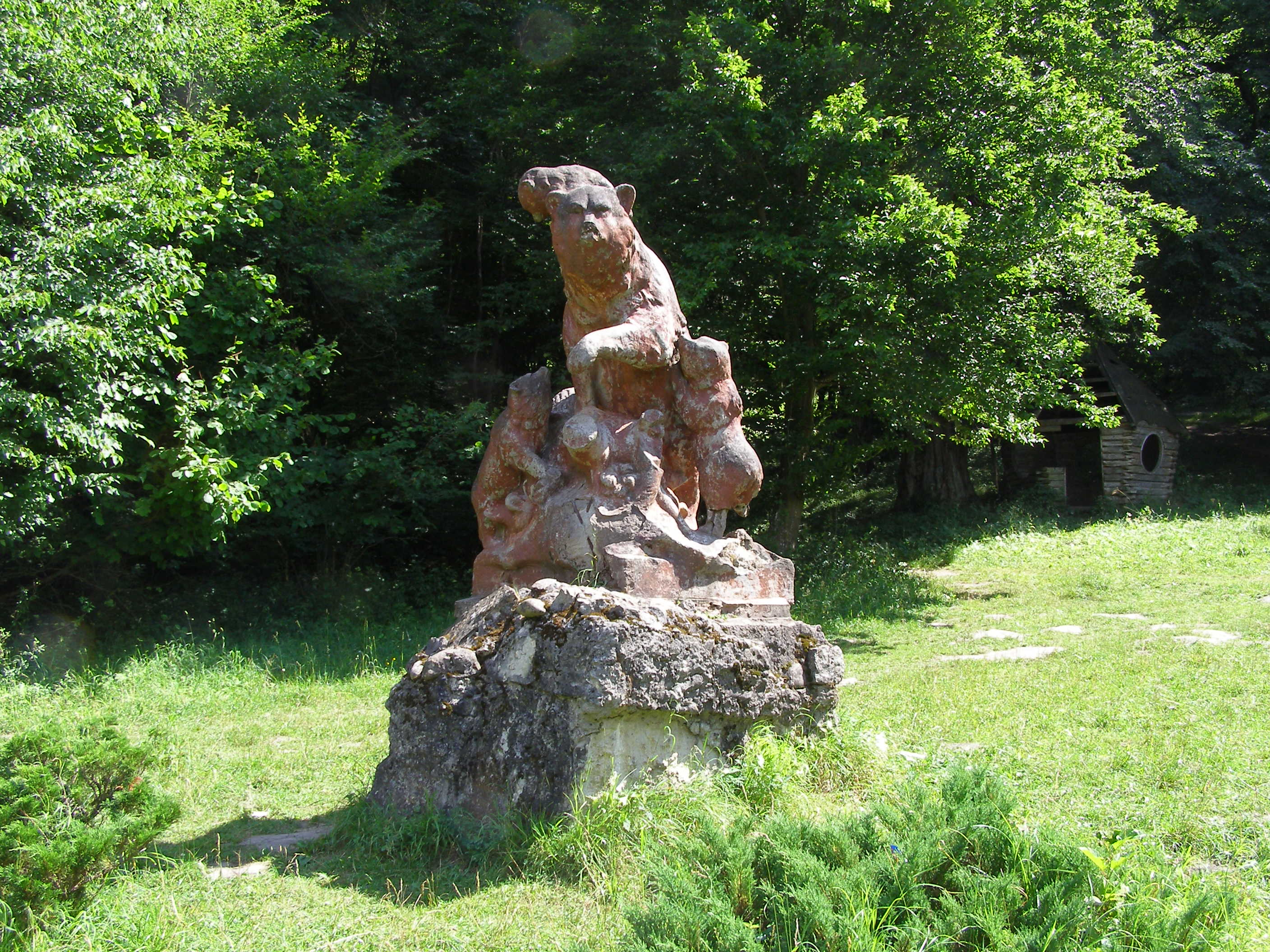